# Morti nel 2011/Novembre
| Questa pagina contiene informazioni ricavate automaticamente dalle voci biografiche con l'ausilio del template Bio e di un bot. L'aggiornamento è periodico e automatico e ricostruisce completamente la pagina. Se manca una persona in questa lista, sei pregato di non aggiungerla, ma accertati piuttosto che la sua voce biografica contenga il template Bio e che i dati anagrafici siano correttamente compilati. Se il template Bio manca, inseriscilo tu stesso o, in alternativa, metti l'avviso {{tmp\|Bio}} che ne segnala la mancanza. Se i dati riportati sono sbagliati, correggi direttamente la voce biografica; le modifiche saranno visibili in questa lista entro pochi giorni. Per chiarimenti vedi il progetto biografie. La lista contiene solo le 174 persone che sono citate nell'enciclopedia e per le quali è stato implementato correttamente il template Bio. Pagina aggiornata al 2 ago 2025. |

- 1º novembre - Richard Gordon, produttore cinematografico britannico (n. 1925)
- 2 novembre - Jan Bochenek, sollevatore polacco (n. 1931)
- 2 novembre - Lluís Brines Selfa, musicista e compositore spagnolo (n. 1930)
- 2 novembre - Sickan Carlsson, attrice svedese (n. 1915)
- 2 novembre - Ilmar Kullam, cestista sovietico (n. 1922)
- 2 novembre - Antonio Molino Rojo, attore spagnolo (n. 1926)
- 2 novembre - Johnny Moncada, fotografo italiano (n. 1928)
- 2 novembre - Nikolaj Saksonov, sollevatore sovietico (n. 1923)
- 2 novembre - Leonard Stone, attore statunitense (n. 1923)
- 3 novembre - Corrado Blasetti, fumettista italiano (n. 1924)
- 3 novembre - Bruno Rubeo, scenografo italiano (n. 1946)
- 4 novembre - Emmanuel de Bethune, politico belga (n. 1930)
- 4 novembre - Pietro Franzoso, politico italiano (n. 1950)
- 4 novembre - Cynthia Myers, attrice e modella statunitense (n. 1950)
- 4 novembre - Norman Foster Ramsey, fisico statunitense (n. 1915)
- 4 novembre - Guillermo Leon Saenz, rivoluzionario colombiano (n. 1948)
- 4 novembre - Theadora Van Runkle, costumista statunitense (n. 1928)
- 4 novembre - Christiane Vaussard, ballerina francese (n. 1923)
- 4 novembre - Tadeusz Walasek, pugile polacco (n. 1936)
- 5 novembre - Luigi Belloli, vescovo cattolico italiano (n. 1923)
- 5 novembre - Les Daniels, scrittore statunitense (n. 1943)
- 5 novembre - Bhupen Hazarika, cantante, compositore e regista indiano (n. 1926)
- 6 novembre - Géza Alföldy, storico e epigrafista ungherese (n. 1935)
- 6 novembre - Ildo Avetta, architetto italiano (n. 1916)
- 6 novembre - Gordon Beck, pianista e compositore britannico (n. 1936)
- 6 novembre - Onorina Brambilla, partigiana e sindacalista italiana (n. 1923)
- 6 novembre - Isaac Chocrón, drammaturgo, economista e traduttore venezuelano (n. 1930)
- 6 novembre - Donya Feuer, coreografa, ballerina e sceneggiatrice statunitense (n. 1934)
- 6 novembre - Margaret Field, attrice statunitense (n. 1922)
- 6 novembre - Giacomo Gualco, politico italiano (n. 1936)
- 6 novembre - Mel Hancock, politico statunitense (n. 1929)
- 6 novembre - Gina Moncigoli, partigiana italiana (n. 1923)
- 6 novembre - Helmut Polensky, pilota automobilistico tedesco (n. 1915)
- 6 novembre - William David Lindsay Ride, zoologo e paleontologo inglese (n. 1926)
- 6 novembre - Luc Simon, pittore, litografo e vetraio francese (n. 1924)
- 6 novembre - Charles Walton, inventore statunitense (n. 1921)
- 7 novembre - Joe Frazier, pugile statunitense (n. 1944)
- 7 novembre - Marie Ljalková, militare ceca (n. 1920)
- 7 novembre - Roberto Marson, schermidore italiano (n. 1944)
- 7 novembre - Lisbeth Movin, attrice danese (n. 1917)
- 7 novembre - Giambattista Roggia, bibliotecario italiano (n. 1913)
- 7 novembre - Andrea True, attrice pornografica e cantante statunitense (n. 1943)
- 8 novembre - Jimmy Adamson, calciatore e allenatore di calcio inglese (n. 1929)
- 8 novembre - Heavy D, cantante, rapper e attore statunitense (n. 1967)
- 8 novembre - Valentin Koz'mič Ivanov, allenatore di calcio e calciatore sovietico (n. 1934)
- 8 novembre - Paolo Lazzotti, calciatore italiano (n. 1941)
- 8 novembre - Ed Macauley, cestista e allenatore di pallacanestro statunitense (n. 1928)
- 8 novembre - Giorgio Miazza, calciatore italiano (n. 1938)
- 8 novembre - Marco Sartori, politico italiano (n. 1963)
- 8 novembre - Vladimir Šitov, slittinista sovietico (n. 1952)
- 8 novembre - Bianca Sollazzo, attrice italiana (n. 1922)
- 9 novembre - Jončo Arsov, allenatore di calcio e calciatore bulgaro (n. 1929)
- 9 novembre - Rog Christian, hockeista su ghiaccio statunitense (n. 1935)
- 9 novembre - Enrico Dondi, traduttore e esperantista italiano (n. 1935)
- 9 novembre - Ézio, calciatore brasiliano (n. 1966)
- 9 novembre - Har Gobind Khorana, biochimico indiano (n. 1922)
- 10 novembre - Peter J. Biondi, politico statunitense (n. 1942)
- 10 novembre - Bob Carney, cestista statunitense (n. 1932)
- 10 novembre - Emanuele De Francesco, militare e prefetto italiano (n. 1921)
- 10 novembre - Barbara Grier, editrice e saggista statunitense (n. 1933)
- 10 novembre - Andrei Igorov, canoista rumeno (n. 1939)
- 10 novembre - Killer Karl Kox, wrestler statunitense (n. 1931)
- 10 novembre - Jacques Lataste, schermidore francese (n. 1922)
- 10 novembre - Brian G. W. Manning, astronomo britannico (n. 1926)
- 10 novembre - Hiroshi Saitō, cestista giapponese (n. 1933)
- 11 novembre - Alberto Botta, politico italiano (n. 1946)
- 11 novembre - Domenico Tarcisio Cortese, vescovo cattolico italiano (n. 1931)
- 11 novembre - John Francis Donoghue, arcivescovo cattolico statunitense (n. 1928)
- 11 novembre - Antonio Romagnino, scrittore e giornalista italiano (n. 1917)
- 11 novembre - Glauco Torlontano, politico italiano (n. 1924)
- 12 novembre - Paul Chaumont, cestista francese (n. 1921)
- 12 novembre - Michele Francesio, compositore italiano (n. 1937)
- 12 novembre - Il'ja Žitomirskij, programmatore e imprenditore russo (n. 1989)
- 13 novembre - Jacek Arlet, cestista polacco (n. 1922)
- 13 novembre - Bobsam Elejiko, calciatore nigeriano (n. 1981)
- 13 novembre - Guido Falaschi, pilota automobilistico argentino (n. 1989)
- 14 novembre - Alan F. Alford, scrittore e egittologo britannico (n. 1961)
- 14 novembre - Franz Josef Degenhardt, cantautore e scrittore tedesco (n. 1931)
- 14 novembre - Roque Fernández, calciatore uruguaiano
- 14 novembre - Rosella Ottone, politica italiana (n. 1948)
- 14 novembre - Tommy Rich, cestista statunitense (n. 1916)
- 15 novembre - Dulcie Gray, attrice, cantante e scrittrice britannica (n. 1915)
- 15 novembre - Ingrid Sandahl, ginnasta svedese (n. 1924)
- 17 novembre - José de Aquino Pereira, vescovo cattolico portoghese (n. 1920)
- 17 novembre - Alexis Phạm Văn Lộc, vescovo cattolico vietnamita (n. 1919)
- 18 novembre - Mahdi Abdul-Rahman, cestista e allenatore di pallacanestro statunitense (n. 1942)
- 18 novembre - Mark Blaug, economista olandese (n. 1927)
- 18 novembre - Ado Guido Di Mauro, politico italiano (n. 1922)
- 18 novembre - Jones Mwewa, calciatore zambiano (n. 1973)
- 18 novembre - Dušan Popović, pallanuotista e allenatore di pallanuoto serbo (n. 1970)
- 18 novembre - Daniel Sada, scrittore e poeta messicano (n. 1953)
- 19 novembre - Lütfi Akad, regista e sceneggiatore turco (n. 1916)
- 19 novembre - Ferdinando Bellorini, pittore italiano (n. 1913)
- 19 novembre - Ladi Geisler, chitarrista e bassista cecoslovacco (n. 1927)
- 19 novembre - Rolf Gérard, scenografo, costumista e pittore tedesco (n. 1909)
- 19 novembre - John Neville, attore britannico (n. 1925)
- 19 novembre - Karl Aage Præst, calciatore danese (n. 1922)
- 20 novembre - Shelagh Delaney, drammaturga e sceneggiatrice britannica (n. 1938)
- 20 novembre - Carmelo Dinaro, politico italiano (n. 1914)
- 20 novembre - Mario Martiradonna, calciatore italiano (n. 1938)
- 20 novembre - Viktor Modzalevskij, schermidore sovietico (n. 1943)
- 20 novembre - Sergio Scaglietti, designer e imprenditore italiano (n. 1920)
- 20 novembre - Itzhak Schneor, calciatore israeliano (n. 1925)
- 20 novembre - Giambattista Scidà, magistrato italiano (n. 1930)
- 20 novembre - Guido Tosi, biologo, zoologo e divulgatore scientifico italiano (n. 1949)
- 21 novembre - Jim Lewis, calciatore inglese (n. 1927)
- 21 novembre - Anne McCaffrey, scrittrice e autrice di fantascienza statunitense (n. 1926)
- 21 novembre - Hal Patterson, giocatore di football americano statunitense (n. 1932)
- 21 novembre - Bruno Rosada, filologo e critico letterario italiano (n. 1936)
- 21 novembre - Roberto Spizzichino, batterista, artigiano e artista italiano (n. 1944)
- 22 novembre - Svetlana Allilueva, scrittrice sovietica (n. 1926)
- 22 novembre - Pío Corcuera, calciatore argentino (n. 1921)
- 22 novembre - Sena Jurinac, soprano austriaco (n. 1921)
- 22 novembre - Elisabetta di Lussemburgo, principessa lussemburghese (n. 1922)
- 22 novembre - Lynn Margulis, biologa statunitense (n. 1938)
- 22 novembre - Danielle Mitterrand, first lady francese (n. 1924)
- 22 novembre - Paul Motian, batterista, compositore e musicista statunitense (n. 1931)
- 22 novembre - Hans Reichel, inventore tedesco (n. 1949)
- 22 novembre - Alberto Reynoso, cestista filippino (n. 1940)
- 23 novembre - Montserrat Figueras, soprano spagnola (n. 1942)
- 23 novembre - Carlos Moorhead, politico statunitense (n. 1922)
- 23 novembre - Jim Rathmann, pilota automobilistico statunitense (n. 1928)
- 23 novembre - Rafiq Tağı, giornalista azero (n. 1950)
- 23 novembre - Giuseppe Zecchillo, baritono, pittore e scrittore italiano (n. 1929)
- 24 novembre - Epaminonda Ceccarelli, ingegnere e progettista italiano (n. 1925)
- 24 novembre - Ugo Fondelli, ciclista su strada italiano (n. 1920)
- 24 novembre - Ubaldo Gardini, musicista italiano (n. 1924)
- 24 novembre - Salvatore Montagna, mafioso canadese (n. 1971)
- 24 novembre - Rino Negri, giornalista italiano (n. 1924)
- 24 novembre - Jeno Paulucci, imprenditore statunitense (n. 1918)
- 24 novembre - Gunnar Stensland, allenatore di calcio e calciatore norvegese (n. 1922)
- 24 novembre - Tat'jana Ščelkanova, lunghista, velocista e multiplista sovietica (n. 1937)
- 25 novembre - Vasilij Alekseev, sollevatore sovietico (n. 1942)
- 25 novembre - Milla Baldo Ceolin, fisica italiana (n. 1924)
- 25 novembre - Gerhard Kapitän, archeologo e etnografo tedesco (n. 1924)
- 25 novembre - Ron Lyle, pugile statunitense (n. 1941)
- 25 novembre - Roberto Masi, pittore italiano (n. 1940)
- 26 novembre - Carlo Buongiorno, ingegnere italiano (n. 1930)
- 26 novembre - Keef Hartley, batterista britannico (n. 1944)
- 26 novembre - Iván Menczel, calciatore ungherese (n. 1941)
- 26 novembre - Furio Monicelli, scrittore italiano (n. 1924)
- 26 novembre - Chukwuemeka Odumegwu Ojukwu, generale e politico nigeriano (n. 1933)
- 26 novembre - Dante Piani, calciatore italiano (n. 1921)
- 26 novembre - Vladimiro Tomasi, pittore italiano (n. 1931)
- 27 novembre - Annita Malavasi, partigiana italiana (n. 1921)
- 27 novembre - April Phumo, allenatore di calcio sudafricano (n. 1937)
- 27 novembre - Robert Psenner, hockeista su ghiaccio italiano (n. 1942)
- 27 novembre - Ken Russell, regista e sceneggiatore britannico (n. 1927)
- 27 novembre - Eugenia Sacerdote de Lustig, medica italiana (n. 1910)
- 27 novembre - Gary Speed, calciatore e allenatore di calcio gallese (n. 1969)
- 27 novembre - Alan Taylor, bassista e produttore discografico inglese (n. 1947)
- 28 novembre - Elsa Camarda, attrice e doppiatrice italiana (n. 1923)
- 28 novembre - Vittorio De Seta, regista e sceneggiatore italiano (n. 1923)
- 28 novembre - Charles Thomas Kowal, astronomo statunitense (n. 1940)
- 28 novembre - Lucio Magri, politico e saggista italiano (n. 1932)
- 28 novembre - Ante Marković, politico jugoslavo (n. 1924)
- 28 novembre - Gino Saccavini, politico italiano (n. 1930)
- 28 novembre - Saverio Tutino, giornalista e scrittore italiano (n. 1923)
- 29 novembre - Yves Cornière, compositore francese (n. 1934)
- 29 novembre - Mamoni Raisom Goswami, scrittrice e docente indiana (n. 1942)
- 29 novembre - Pietro Marchesani, traduttore italiano (n. 1942)
- 29 novembre - Pierre Rolland, critico musicale, direttore artistico e conduttore radiofonico canadese (n. 1931)
- 29 novembre - Antonina Wyrzykowska, polacca (n. 1916)
- 30 novembre - Jules Ancion, hockeista su prato olandese (n. 1924)
- 30 novembre - Aurelio Crugnola, scenografo italiano (n. 1928)
- 30 novembre - Ana Daniel, poetessa portoghese (n. 1928)
- 30 novembre - Stefano Fava, truccatore italiano (n. 1953)
- 30 novembre - Gerd Hagman, attrice svedese (n. 1919)
- 30 novembre - Manfredo Massironi, artista e architetto italiano (n. 1937)
- 30 novembre - Chester McGlockton, giocatore di football americano statunitense (n. 1969)
- 30 novembre - Zdeněk Miler, illustratore, animatore e regista ceco (n. 1921)
- 30 novembre - Robert Osserman, matematico statunitense (n. 1926)
- 30 novembre - Carl Robie, nuotatore statunitense (n. 1945)
- 30 novembre - Leka Zogu, politico albanese (n. 1939)